# Division I i ishockey 1946/1947
Division I i ishockey 1946/1947 var den tredje säsongen med division I som högsta serien inom ishockey i Sverige. Serien spelades i två grupper med sex lag vardera. Grupperna spelades som dubbelserier i tio omgångar. Den norra gruppen blev särskilt jämn med fyra lag som utmanade om segern ända till slutet, men till slut vann ändå Södertälje SK som vanligt. Karlberg och Åker var chanslösa och fick nedflyttningsplatserna. I den södra gruppen var Västerås IK den stora överraskningen som lyckades ta andraplatsen och dessutom spela oavgjort mot Hammarby IF. Forshaga och Mariefred hängdes av tidigt och placerade sig på nedflyttningsplats. I finalen möttes gruppsegrarna och Hammarby vann serien för tredje året i rad. Störst publik drog Södertälje (15 514 personer sammanlagt under säsongen) före AIK (13 586) och Mora (12 560).

## Poängtabeller
Norra
| Nr | Lag                  | S  | V | O | F | GM | IM | MS  | P  |
| -- | -------------------- | -- | - | - | - | -- | -- | --- | -- |
| 1  | Södertälje SK        | 10 | 8 | 0 | 2 | 68 | 20 | +48 | 16 |
| 2  | AIK                  | 10 | 7 | 0 | 3 | 73 | 33 | +40 | 14 |
| 3  | UoIF Matteuspojkarna | 10 | 7 | 0 | 3 | 49 | 30 | +19 | 14 |
| 4  | Mora IK              | 10 | 6 | 0 | 4 | 47 | 52 | −5  | 12 |
| 5  | Karlbergs BK         | 10 | 1 | 0 | 9 | 19 | 55 | −36 | 2  |
| 6  | Åkers IF             | 10 | 1 | 0 | 9 | 22 | 88 | −66 | 2  |

Södra
| Nr | Lag           | S  | V | O | F | GM | IM | MS  | P  |
| -- | ------------- | -- | - | - | - | -- | -- | --- | -- |
| 1  | Hammarby IF   | 10 | 7 | 3 | 0 | 61 | 16 | +45 | 17 |
| 2  | Västerås IK   | 10 | 7 | 1 | 2 | 49 | 40 | +9  | 15 |
| 3  | Nacka SK      | 10 | 6 | 0 | 4 | 47 | 34 | +13 | 12 |
| 4  | IK Göta       | 10 | 5 | 1 | 4 | 44 | 38 | +6  | 11 |
| 5  | Forshaga IF   | 10 | 1 | 1 | 8 | 36 | 66 | −30 | 3  |
| 6  | IFK Mariefred | 10 | 1 | 0 | 9 | 23 | 66 | −43 | 2  |

## Seriefinal
- Hammarby IF-Södertälje SK 7-4
- Södertälje SK-Hammarby IF 2-4